# Corinne Le Poulain
Corinne Le Poulain (* 26. Mai 1948 in Neuilly-sur-Seine; † 10. Februar 2015) war eine französische Schauspielerin.
Bekannt wurde die Nichte der Theaterlegende Jean Le Poulain 1969 als Partnerin von Jean Marais im israelisch-französischen Skandalfilm Die Provokation. Sie betörte darin als Studentin Isabelle bei Ausgrabungen in Israel den mit Jeanne (Maria Schell) verheirateten Archäologen Christian (Marais). Immer auch im Theater auftretend, hatte die illegitime Nachfolgerin Mylène Demongeots in den 1970er Jahren neben reger Kinoarbeit vor allem Erfolg im Fernsehen, so als Suzon in der ersten Verfilmung des späteren François-Ozon-Hits 8 Frauen, als Heldin der Comedy Sam & Sally und in der Miniserie Glanz und Elend der Kurtisanen nach Honoré de Balzac. 1994 hatte sie ein Kino-Comeback als lesbische Geliebte Claude Jades in Jean-Pierre Mockys Komödie Bonsoir. 2005 spielte Corinne Le Poulain in Plus belle la vie, dem französischen Äquivalent zur englischen Coronation Street und zur deutschen Lindenstraße.

## Filmografie (Auswahl)
- 1966–1972: Au théâtre ce soir (Filmreihe, 4 Folgen)
- 1971: Colombani, gib den Zaster her (La grande Java)
- 1974: Arsène Lupin, der Meisterdieb (Arsène Lupin, Fernsehserie, 1 Folge)
- 1994: Julie Lescaut (Fernsehserie, 1 Folge)
- 1994: Bonsoir
- 1997, 2005: Kommissar Navarro (Navarro, Fernsehserie, 2 Folgen)
- 2005: Plus belle la vie (Fernsehserie, 41 Folgen)